# Dolní Lutyně (železniční zastávka)
Dolní Lutyně je železniční zastávka, která se nachází v severní části obce Dolní Lutyně v okrese Karviná u silnice do Věřňovic. Leží v km 280,269 železniční trati Bohumín–Čadca mezi stanicemi Bohumín a Dětmarovice.

## Historie
Zastávka byla postavena v roce 1939 u osady Nerad a od otevření do roku 1945 nesla polský, resp. německý název Nierad (šlo o období polské a poté německé okupace). Od roku 1945 pravděpodobně do roku 1961 byl používán český název Nerad, poté již Dolní Lutyně. Zastávka prošla modernizací během elektrizace trati a následně v roce 2002 v rámci stavby „Optimalizace trati v úseku Ostrava – Petrovice“ na druhém železničním koridoru.

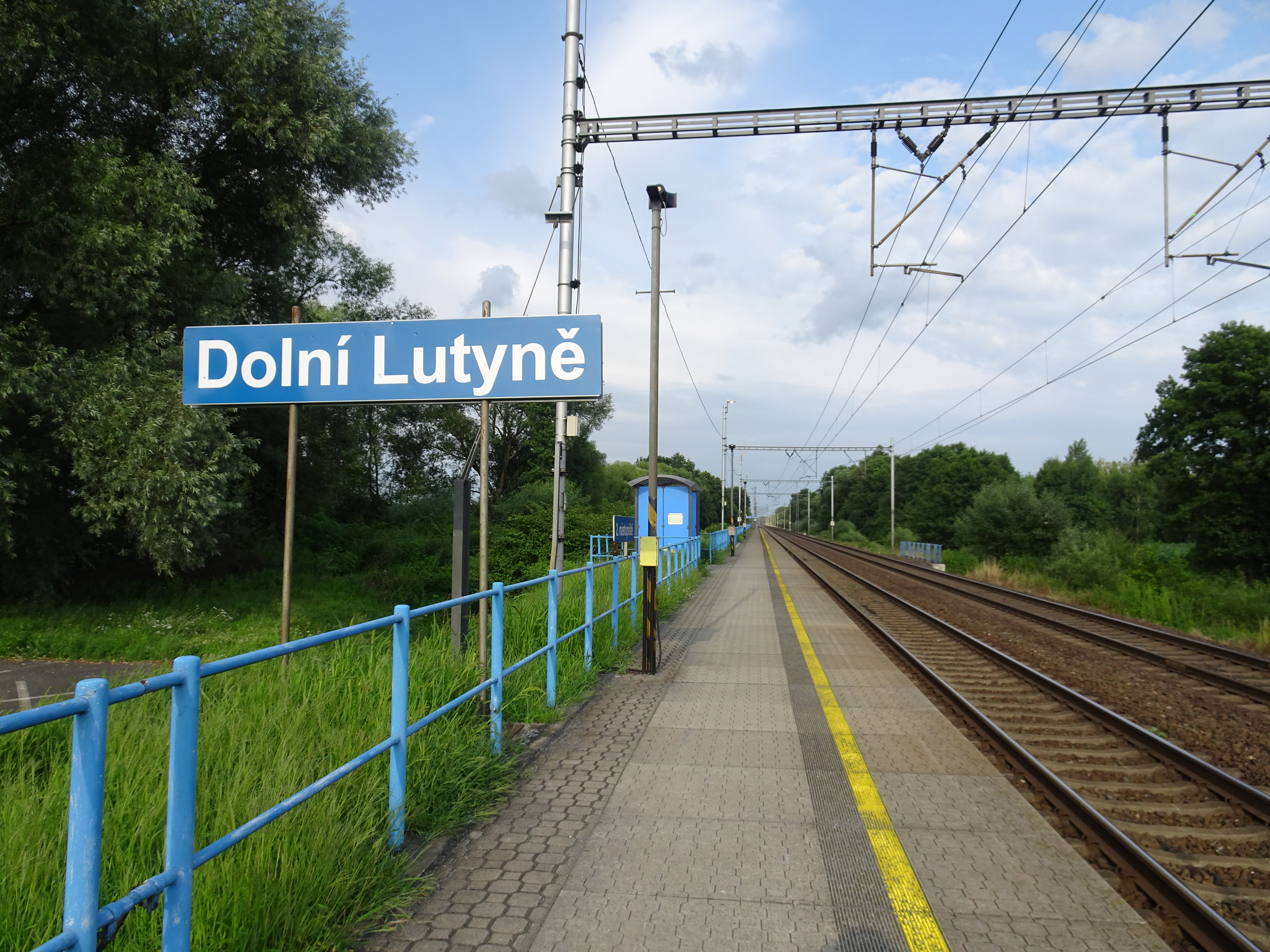
Jedno z nástupišť zastávky

## Popis zastávky
V zastávce ležící na dvoukolejné trati jsou dvě vnější nástupiště u traťových kolejí č. 1 a 2. Obě nástupiště mají délku 250 m, hrana nástupiště je ve výšce 550 mm nad temenem kolejnice, cestujícím na obou nástupištích slouží přístřešky. Nástupiště jsou v km 280,264 propojena je přejezdem č. P 6511 na silnici č. III/46812 (Neradská ulice, která spojuje Dolní Lutyni a Věřňovice), který je zabezpečen světelným přejezdovým zabezpečovacím zařízením se závorami. Nástupiště jsou umístěna symetricky s osou v tomto přejezdu. Cestující v zastávce informuje rozhlasové zařízení INISS ovládané z Centrálního dispečerského pracoviště Přerov.